# 小行星3007
小行星3007（3007 Reaves）是一颗围绕太阳公转的小行星。1979年10月17日，愛德華·鮑威爾在可可尼诺县发现了此天体。
該小行星以美國天文學家、歷史學家和教育家吉布森·里夫斯（Gibson Reaves）命名。
这颗小行星的绝对星等为252.9503372111236等。